# トラックヤード

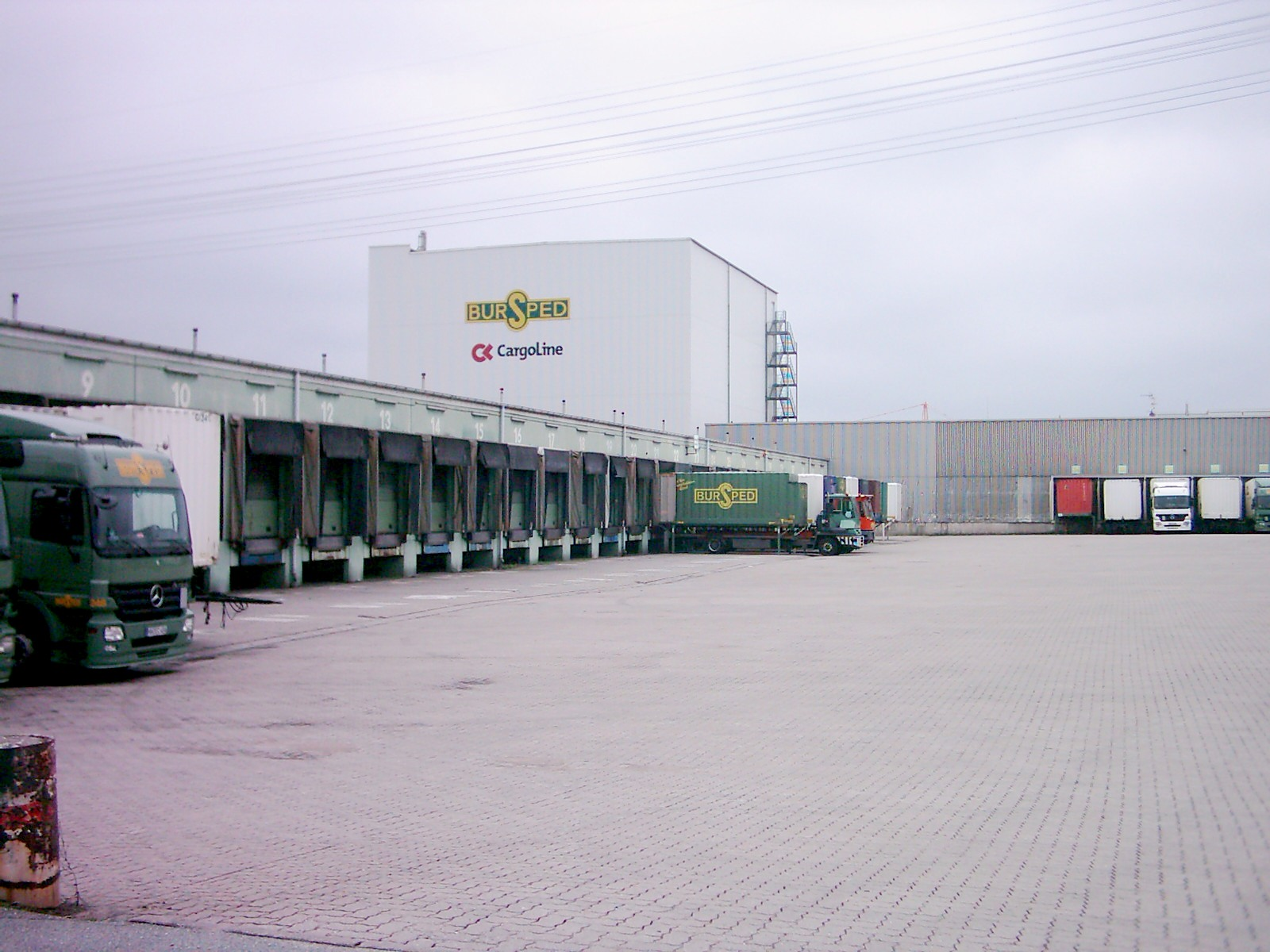
ハンブルク国際空港の、トラックヤードとトラックドック（左）。

トラックヤード (truck yard) は、敷地内でトラック（貨物自動車）や海上コンテナなどから荷物の積み替えするエリアである。他の運輸方法に移し替える中継地となる。
ヤード（庭）の名のとおりトラックヤードとは敷地・土地のことで、その中で実際にトラックが乗り付け積み替え作業を行う施設を、ドック（トラックドック、ローディングドック）と呼ぶ。

## 各施設の例

### 商業施設
ビル内、店舗裏においても、商品の納品する際に直接荷台から積み降ろし作業が出来る「プラットホーム」または「ホーム」を作っており、天候に左右されることなく作業できる。

### 倉庫施設
倉庫においては、トラックの荷台に鉄道コンテナを積んだまま積み降ろし作業が出来る「プラットホーム」、「エプロン」があり、高さはほぼ統一している。（倉庫間の通路を指す場合もある。）

### 流通施設
順番待ちでトラックを並べて待機させる場所。各「プラットホーム」に行き先が指定されており、指定した場所でトラックを留置き積み降ろし終了するまで作業する。 